# 蒙馬特博物館
蒙马特博物馆（法語：Musée de Montmartre）是位于法国首都巴黎十八区的一座博物馆。博物馆创立于1960年，并在2003年贴上法国文化部的法国博物馆标签。博物馆所在的地点是包括雷诺阿在内的许多著名艺术家的故居和创作地，其建筑本身就拥有超过300年的历史。博物馆主要展出与蒙马特历史有关的作品。博物馆展区包括展出永久馆藏的贝莱尔馆（法语：Maison du Bel Air）和举办特别展览的德马纳馆（法语：Hôtel Demarne）。永久馆藏包括独家收藏的绘画、海报和素描等作品，因藏品众多而展览空间有限，博物馆会定期更换展品。
2012年，博物馆内的花园按照雷诺阿在博物馆所在地居住期间所作的画得以重建。从花园内可以俯瞰蒙马特仅存的葡萄园。
离博物馆不远处的洗衣船也是蒙马特博物馆的一部分。蒙马特博物馆为法国每天开放的博物馆之一。
蒙马特博物馆被称作“巴黎最迷人的博物馆”（法语：Certainement le musée le plus charmant de Paris !) 。

## 历史

### 建筑物历史
贝莱尔馆的房子（12 rue Cortot）是蒙马特高地上最古老的住宅，建于约1660年 。1680年时剧作家和莫里哀剧团名角罗西蒙（Claude de la Rose，1640-1686, 艺名Rosimond）曾买下德马纳馆所处的房子（8-10 rue Cortot）。上个世纪五十年代，这些破烂不堪的房子差点被市政府推平以重建廉租屋。当时负责蒙马特街区保护规划的建筑师克劳德·夏尔邦杰（法语：Claude Charpentier）为了保护蒙马特的历史遗迹制作了详尽的蒙马特街区模型并提供了一整套保护整治计划，同时在老蒙马特历史和考古学会（法语：la Société d'Histoire et d'Archéologie Le Vieux Montmartre）的奋力抗争下，这些历史古迹有幸得以保留。克劳德·夏尔邦杰（法语：Claude Charpentier）当年制作的微缩模型如今陈列在蒙马特博物馆进门处的夏尔邦杰厅（小影院），并配备了与播放的微电影同步照明的指示灯光。
在十九世纪末和二十世纪初，蒙马特高地上这些破败的乡间古屋和周边处于野生状态的花园，以其低廉的房租和美丽的风景吸引了一拨又一拨的艺术家来此生活，其中不乏日后名闻遐迩的大师。
- 印象派大师奥古斯特·雷诺阿（Pierre-Auguste Renoir）1875年–1876年
  - 1875年夏，雷诺阿在科尔托街12号租了两间二楼的房子作工作室和卧室，外加底层一个废弃的马厩，用以存放他的画布和画架。他的几幅惊世杰作正是在此生活时完成的，包括《煎饼磨坊的舞会》（在煎饼磨坊现场作画，晚上把画搬回家[4]。此画由奥赛博物馆收藏）、《秋千》和《科尔多街的花园》。

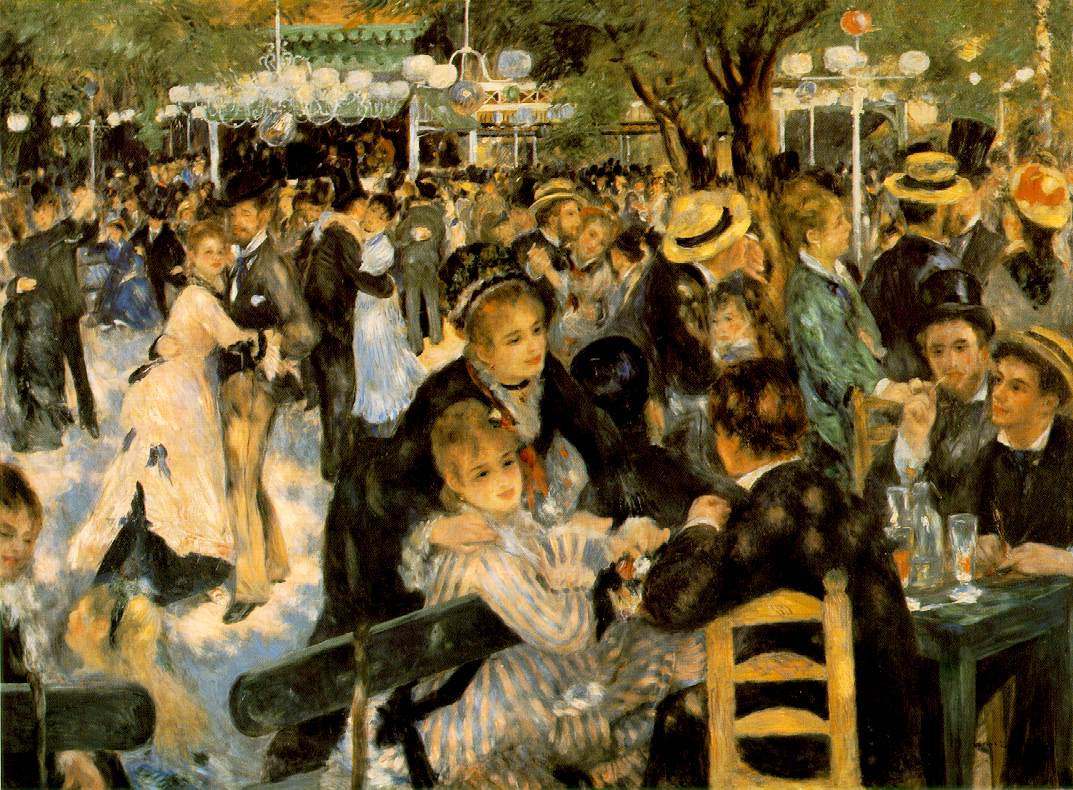
雷诺阿《煎饼磨坊的舞会》1876年 收藏于巴黎奥赛博物馆

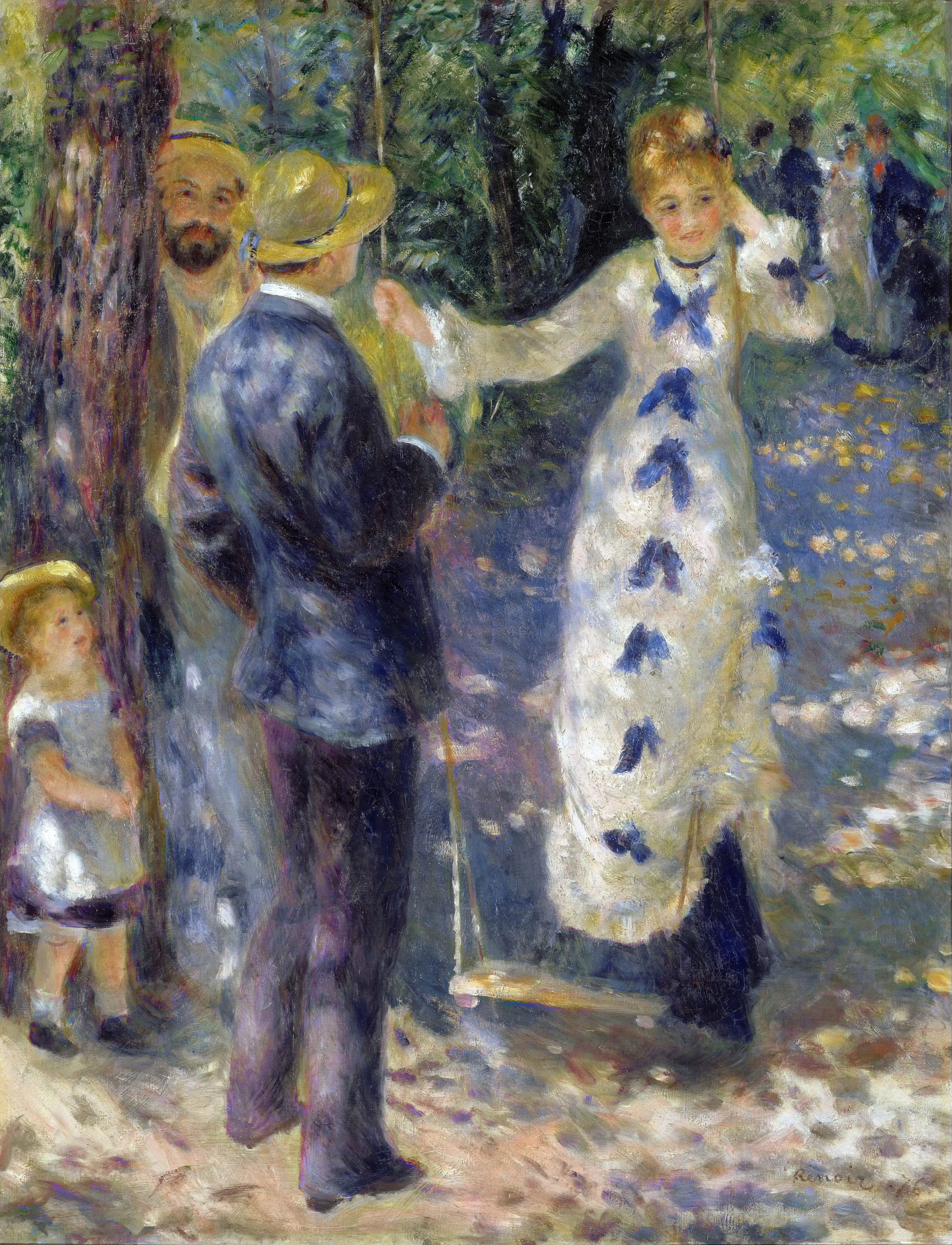
雷诺阿《秋千》1876年 收藏于奥赛博物馆

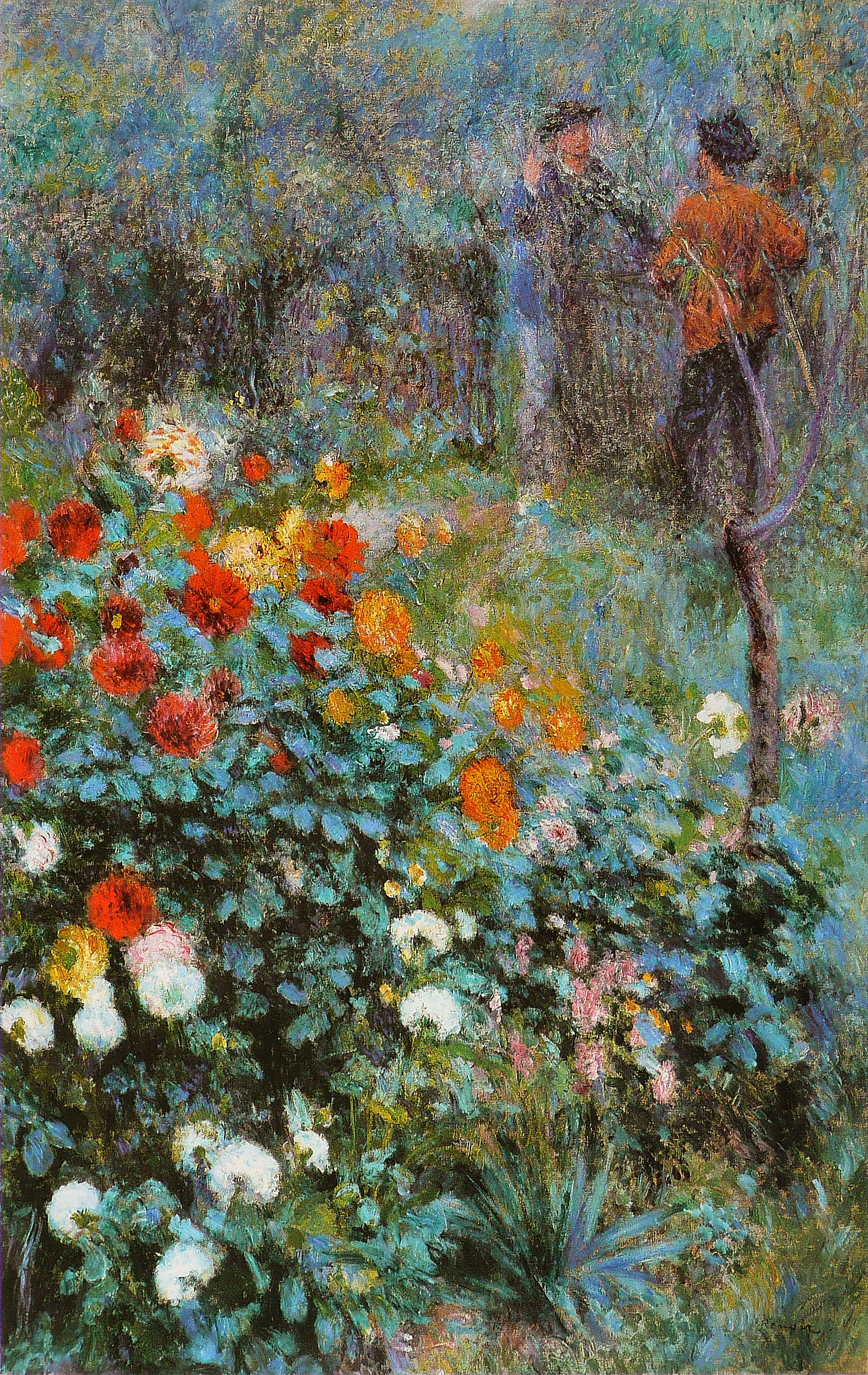
雷诺阿《科尔托街的花园》1876年 收藏于匹兹堡卡内基美术馆

- 马克西米利安·吕斯（Maximilien Luce 新印象派画家）
- 埃米尔-奥东·弗里茨（Emile-Othon Friesz 野兽派画家） 1901年–1902年
- 劳尔·杜飞（Raoul Dufy 野兽派画家） 1901年–1902年
- 埃米尔·贝尔纳（Emile Bernard 画家、雕刻家和艺术评论家，梵高和罗特列克的好友。）1906年-1909年
- 弗朗西斯·普勒波（Francisque Poulbot 画家）
- 查尔斯·卡莫恩（Charles Camoin 野兽派画家）1908年–1911年
- 苏珊娜·瓦拉东（Suzanne Valadon 女画家, 雷诺阿和罗特列克等画家的模特）
- 莫里斯·郁特里罗（Maurice Utrillo 画家，苏珊娜的儿子）
- 安德烈·尤特尔（André Utter 画家，苏珊娜的丈夫）
- 安德烈·安托万（André Antoine 演员、导演和戏剧评论家，自由剧场的开创者）
- 莱昂·布洛瓦（Léon Bloy 作家）
- 皮埃尔·勒韦迪（Pierre Reverdy 诗人）
- 德米特里斯·加兰尼斯（Démétrius Galanis 画家、雕刻家）

此外，1866-1871年间，向印象派画家出售颜料的唐基老爹曾是当年德马纳大楼的门房。

### 博物馆历史
在老蒙马特历史和考古学会的不懈努力下，蒙马特博物馆终于在1960年创立，开幕典礼于1960年6月21日举行。2003年，蒙马特博物馆取得了法国文化部根据2002年1月4日颁布的法律授予的“法国博物馆”标签。
2010年博物馆因多年赤字差点被关闭。2011年7月，著名的历史古迹和旅游景点管理公司克莱柏尔-罗西永公司（法语：Société Kléber Rossillon）接管了蒙马特博物馆的管理工作，并启动了宏大的扩建和改建计划，此项目包括将展览面积扩大一倍，重建苏珊娜·瓦拉东的画室-公寓和莫里斯·郁特里罗的卧室，并重新规划雷诺阿曾在现场作画的三个花园。
2012年，根据雷诺阿在科尔托街居住时所作的画，雷诺阿花园得以翻新。园内种有灌木、梨树、杏树等果树、丁香、玫瑰和攀缘绣球等多种植物。在花园内可以俯瞰蒙马特葡萄园。此葡萄园为蒙马特仅存的葡萄园，其起源可以追溯到中世纪，但现有的葡萄是1933年重新种植的。
2014年10月17日，博物馆的三个展区首次对外开放：苏珊娜·瓦拉东的画室-公寓以及她儿子莫里斯·郁特里罗的卧室；德马纳馆；雷诺阿咖啡馆。同时，新展览《蒙马特精神和现代艺术 1875 – 1910》（« L'Esprit de Montmartre et l'Art Moderne 1875 –1910 »）在德马纳馆开幕。

## 收藏
博物馆的永久藏品展示了蒙马特的发展历史。蒙马特的景观在十九世纪开始转变。工业化导致磨坊停止运作，葡萄园消失。1860年蒙马特归属巴黎。
曾经是农村的蒙马特变成了巴黎的一个新区。1870年开始，艺术家纷纷到蒙马特定居。很快，蒙马特以其旺盛的创新活力和沸腾的夜生活吸引了人们的眼球，各式酒吧、歌舞夜总会和音乐咖啡厅象雨后春笋般冒出来。其中最负盛名的非黑猫夜总会（法语：Le Chat Noir）莫属。黑猫夜总会上演了许多皮影戏院的剧目。皮影戏院由亨利·里维耶（Henri Rivière）和亨利·索姆（Henri Somm）于1886年创建。1887年年末，里维耶成功地将小小的皮影戏《圣安东尼的诱惑》改编成了一场非同寻常的艺术表演。
贝莱尔馆的展品属于蒙马特博物馆的永久收藏，包括绘画、海报和素描，有很大一部分是艺术家图卢兹·罗特列克、莫迪里亚尼、库普卡、史泰伦、苏珊娜·瓦拉东、莫里斯·郁特里罗的原作。
著名藏品包括：
- 史泰伦的黑猫夜总会（法语：Le Cabaret du Chat Noir) 海报
- 罗特列克的布鲁昂在芦笛夜总会（法语：Bruant au Mirliton）和阿里斯蒂德·布鲁昂在他的夜总会（法语：Aristide Bruant dans son cabaret）
- 罗特列克的“贪食者”- 红磨坊舞会 （法语：La Goulue, Bal du Moulin Rouge）和日本厅夜总会（法语：Le Divan Japonais） 海报
- 莫里斯·郁特里罗的皮嘉乐广场（法语：La Place Pigalle）
- 苏珊娜·瓦拉东的画作
- 安德烈·尤特尔的科尔托街12号的房子（法语：La Maison du 12 rue Cortot）
- 阿道夫·莱昂·维莱特的《克己之主啊！》（拉丁语：Parce Domine）
- 狡兔酒吧的招牌 (法语：Enseigne du Lapin-Agile)
- 亨利·里维耶的皮影戏（法语：le Théâtre d'ombres）

馆内展出的历史档案照片包括蒙马特从农村到城市的演变史、圣心教堂的建造、巴黎公社宣告成立和歌曲《樱桃时节》的资料等。
除个别捐赠或寄存在博物馆的画作以外，永久藏品由“老蒙马特历史和考古学会”收集整理和收藏。该学会自1886年创建以来，收藏了大量的艺术作品，包括画作、雕塑、素描、版画、广告画和摄影作品等。这些藏品还在不断地丰富和扩充中，涉及的范围极广，涵盖艺术史、宗教、节日和民俗等范畴。藏品中有10万份展现老蒙马特生活的档案，3千件艺术品。还有大量的文献资料在不断充实其收藏。在蒙马特博物馆展出的物件只是其中的一部分。

## 展览
蒙马特博物馆正在举办以及举办过的展览包括：
- 《梵·东根和洗衣船》（Van Dongen et le Bateau Lavoir）2018年2月16日-9月9日
- 《蒙马特，电影取景地》（Montmartre, Décor de Cinéma）2017年4月12日-2018年1月14日
- 《贝尔纳·布菲回顾展》（Bernard Buffet, Intimement）2016年10月18日-2017年3月12日
- 《蒙马特的艺术家，从斯泰伦到萨蒂：前卫艺术的黎明时分（1870-1910）》(Artistes de Montmartre de Steinlen à Satie : à l'aube des avant-gardes （1870-1910））2016年4月15日-2016年9月25日
- 《毕加索在蒙马特》漫画（Picasso à Montmartre）2014年3月28日-2014年8月31日
- 《苏珊娜·瓦拉东，莫里斯·郁特里罗, 安德烈·尤特尔在科尔托街12号（1912-1924）》(Suzanne Valadon, Maurice Utrillo, André Utter au 12, rue Cortot (1912-1924) ) 2015年10月16日-2016年3月13日
- 《蒙马特精神和现代艺术，1875-1910》（L'Esprit de Montmartre et l'Art Moderne, 1875-1910） 2014年10月17日-2015年9月13日
- 《蒙马特印象，欧仁·德拉特和阿尔弗雷多·缪勒》（Impression à Montmartre, Eugène Delâtre & Alfredo Müller） 2013年9月13日-2014年1月19日
- 《在黑猫周围，蒙马特的艺术和娱乐，1880-1910》（Autour du Chat Noir, Arts et Plaisirs à Montmartre, 1880-1910） 2012年9月13日-2013年6月2日